# 가사군도
가사군도(加沙群島)는 전라남도 진도군 조도면 가사도리에 있는 크고 작은 섬들이다.

## 명칭의 유래
전라남도 진도군 지산면 지력산 남쪽 산자락에 있던 절 동백사에서 수도하던 노스님이 산 정상에서 수평선 너머 은빛 석양노을과 새떼가 어우러진 풍경을 바라보다가 도취되어 법의를 입은 채 바다의 새떼를 쫓아 헤엄쳐가던 중 벼락을 맞아 죽었다. 스님의 가사옷은 가사도 섬으로, 장삼은 장산도로, 하의는 하의도, 상의는 상태도, 스님의 불심은 불도의 불탑바위로, 자비스런 마음은 보리섬[교맥도]으로 변했다는 전설과 함께 섬들의 이름이 전해진다.
신들이 모여 산다는 신도, 예불시간이면 북소리가 울린다는 북송도, 관세음보살이 계신다는 우이도, 관음산과 주변에 주지도, 양덕도, 새섬 광대도(사자섬), 방구섬, 밤섬, 소동섬, 닥섬과 혈도, 마진도, 백야도 등 신비스런 전설의 섬 무리를 이루고 있다. 가사군도는 이름처럼 불교적 색채를 많이 띠는 섬으로, 살생을 금하는 불교적 전설도 전해진다.
- 가사도: 섬의 지형이 가새(가위)형국이어서 가사도라 불렀다고 한다. 주변 섬들을 불의불형(佛衣佛形)의 모습으로 보아 가사(袈裟)에 해당하는 형국이라 하여 가사(袈裟)라는 지명이 유래되었다고 한다. 『고려사』지리지, 『동국여지승람』, 『동국여지도』 등 고문헌에는 섬 이름이 가서(伽西), 가사(伽士, 伽沙, 伽裟) 등으로 기록되어 있다.
- 주지도(主之島): 섬의 중앙에 있는 바위가 마치 상투, 손가락같이 생겼다 하여 상투섬, 손가락섬이라고도 한다.
- 양덕도(兩德島): 섬의 형상이 발가락을 닮아서 발가락섬이라고도 부른다. 인접한 주지도[손가락섬]와는 멋진 쌍이 된다.
- 혈도(穴島): 지형이 활모양처럼 생겨서 활목섬이라고도 한다. 대포를 쏘아 뚫린 것처럼 구멍 뚫린 섬이라 하여 공도(孔島)라고도 불린다. 섬의 중앙동서[수평 구멍]로 구멍이 나 있어 독거혈도[수직구명]와 쌍을 이루는 섬이다
- 송도(松島): 1600년 무렵부터 사람이 살기 시작했다고 한다. 섬 전체가 소나무만 자생하여 송도 또는 솔섬이라 한다.
- 광도(廣島): 공식적인 이름은 광도이지만 광대도라는 이름으로 더 많이 불린다. 1600년경부터 전주이씨가 살았으며 소나무, 동백이 울창하고 섬 모양이 사자 한 마리가 앉아 하품을 하고 있는 형상이라 사자섬이라고도 부른다. 또는 섬의 모양이 보는 위치에 따라 변한다고 해서 광대도라 부르기도 한다.

## 자연 환경
- 가사도: 조도면 해역 중 유일하게 다도해국립공원 지구에서 제외된 곳으로, 농어업이 발달한 섬이다. 조도 해역에서 톳 양식이 가장 많은 섬으로, 특히 이곳의 톳은 품질이 좋아 일본으로 수출된다. 섬 남쪽에는 맥반석으로 발달된 돌목 해수욕장이 있으며, 해류의 영향으로 1년의 반 이상이 안개가 끼는 것이 특징적이다. 갯벌(0.680km2) 두 곳과 모래사장(0.6km) 두 곳이 있으며 섬의 지질은 응회암, 사암, 이암 등으로 이루어져 있다.

어류로는 숭어, 우럭, 붕장어가 있으며, 해산물로 전복, 톳, 미역, 참모자반이 있다. 농산물로는 쌀, 대파, 홍화씨, 더덕 등이 있다. 또한 곰솔군락 및 복분자군락의 수목이 발달되어 있고, 소와 흑염소 방목도 이루어지고 있다. 부속 무인도로는 외공도, 가덕도, 접우도, 마도, 대소동도, 소소동도, 돈도, 방구도1, 방구도2 등이 있으며, 특히 방구도는 바다낚시로 유명하여 낚시꾼들이 자주 방문한다. 돌목해수욕장-십자동굴-가사도 등대는 관광코스로 적합하며 400여 미터 길이의 돌목해수욕장 경관은 안개가 자주 끼는 해안과 붉은 빛이 도는 맥반석 암괴 등 색다른 정취를 느낄 수 있으며, 해수욕장 뒤편의 해송 숲에서 야영도 가능하다.
- 주지도: 임야 52ha, 밭 1ha, 갯벌 100m, 모래사장 20m가 형성되어 있으며 어류로 멸치, 장어, 조기, 병어, 패류는 전복이, 해조류로서 톳과 미역이 생산된다. 주 생산물은 톳과 전복이다.
- 양덕도: 임야 19㏊, 밭 2㏊가 형성되어 있으며 갯벌과 모래사장은 존재하지 않고 암반덩어리로 이루어져 있다. 어류로 붕장어, 숭어, 해조류는 톳, 가사리가 생산되며 톳과 미역이 주 생산물이다. 또한 곰솔군락의 수목이 발달되어 있다.
- 혈도: 임야 19㏊, 밭 1㏊, 모래사장 20m가 형성되어 있으며 현재 밭은 휴경상태이고 바다모래가 많이 채취되고 있다. 어류로 붕장어, 돔, 해조류로는 톳, 미역이 생산되며, 톳과 자연산 미역이 주 생산물이다.
- 송도: 임야 5㏊, 밭 1㏊, 모래사장 약 30m로 이루어져 있으며 동물은 소 2마리, 어류는 돔, 붕장어, 숭어 해조류로 톳, 미역 등이 생산되며 톳 양식이 주 생산물이다. 섬 전체가 소나무만 자생하여 곰솔군락을 형성하고 있다.
- 광도: 임야 4㏊, 밭 1㏊, 모래사장 30m가 형성되어 있으며 어류는 우럭, 숭어, 농어 해조류는 톳이 생산된다. 광대도 주봉인 신선봉은 높이가 77m로 깎아지르는 듯한 절벽과 파도치는 모습이 장관이다. 또한 올라가는 길에 있는 바위굴은 해마다 음력 4월 8일에 굴속의 돌부처에 제사를 지냈다.

## 역사
고려 때는 섬 이름을 가서(伽西)라고 했고, 조선 초기 가사(伽士)라 표기하기도 하였으며, 스님이 장삼 위에 걸치는 법복인 가사(袈裟)라고 썼다고도 한다. 가사군도는 불교와 인연이 있는 곳으로, 1994년 서경보 스님이 통일기원비를 세우기도 한 곳이다. 가사도의 동쪽 지산면 지력산[지력: 문수보살의 지혜 상징, 불교술어]과 불도가 위치하고 있다.
1896년 이전에는 전라남도 진도군 제도면에 속했다가, 1896년 행정구역 개편 때 가사면으로 독립했다. 후에 1914년 행정구역 개편 때 평사리, 고사리를 병합하여 가사도리라 해서 조도면에 편입되고, 1964년 7월 31일 군 조례 제87호에 의하여 가사 출장소가 개설되었다. 1983년 고사도, 평사도는 신안군 신의면에 넘겨주었다.

## 위치와 교통
- 가사도(加沙島)
  - 〈1편〉신해 고속 페리호, 오후 12시 30분, 목포항에서 출항, 50분 소요된다. 항로는 목포항-가사도-상조도-라배도-관사도-소마도-대마도-관매도-동거차도-서거차도-상하죽도-곽도-맹골도-죽도-서거차도이다. 서거차도에 1일 정박 후 아침 6시에 상기항로 역순으로 출발한다.
  - 〈2편〉신해 6호, 오후 2시 목포항에서 출항, 3시간 30분 소요된다. 항로는 목포항-시아도-마진도-평사도-고사도-쉬미(진도읍)-광대도-송도-혈도-양덕도-주지도-가사도이다. 가사도에서 1일 정박 후 다음날 7시에 역순으로 출항한다.
    - 〈섬내교통〉신해 고속 페리호를 이용하면 섬에 승용차를 가지고 입항할 수 있으며 해수욕장과 기타 도로는 시멘트로 포장되어 있다. 트럭과 경운기가 섬의 주요 이동수단이다.

- 주지도, 양덕도, 혈도, 송도, 광도 등: 가사도 인근 해안을 지나는 여객선은 원래 기항하지만 내릴 손님이 있거나 섬에서 큰 깃발이나 연기로 신호하면 배가 접안한다. 목포항에서 출항하여 가사도로 가는 위(신해고속페리호, 신해6호)의 배편을 이용하거나 사선을 이용하면 된다.

## 현황
- 가사도: 행정구역상 전남 진도군 조도면 가사도리에 속하며, 동경 126° 04´ 북위 34° 28´에 위치한다. 면적은 5.58km2이며 해안선은 18.10km에 해당하고 표고는 268m이다. 목포항으로부터 직선거리로 45km 떨어져 있으며 2011년 5월 31일 현재 162세대 304명이 거주하고 있다. 주생활권은 목포시이며, 부생활권은 진도읍에 해당한다.

공공기관으로 초등학교(진도서초등학교 가사분교)와 농협, 면 출장소, 보건진료소, 경찰관 출장소, 통신공사 가사도 중계소, 가사도 내연 발전소, 가사도 항로표지관리소 등이 있다.
기간시설로 소규모 어항이 6개 있으며, 선착장이 1개소, 물항장, 방파제, 우물 등이 있다. 급수시설로는 간이 상수도가 161가구에 설치되어 있다.
- 주지도: 행정구역상 전남 진도군 조도면 가사도리에 속하며, 동경 126° 50´ 북위 34° 29´에 위치한다. 면적은 0.52km2이며 해안선은 2.5km에 해당하고 표고는 203m이다. 2011년 5월 31일 현재 3세대 7명이 거주하고 있다. 주생활권은 목포시이며, 부생활권은 진도읍에 해당한다.

기간시설로 소규모 어항이 1개 있으며, 물항장 1개소 및 급수시설로는 공동우물 4개소가 있지만 주로 우천수를 이용하고 식수는 군청에서 급수선으로 조달한다.
- 양덕도: 행정구역상 전남 진도군 조도면 가사도리에 속하며, 동경 125° 60´ 북위 34° 30´에 위치한다. 면적은 0.19km2이며 해안선은 2.3km에 해당하고 표고는 155m이다. 쉬미 선착장으로부터 직선거리로 8.8km 떨어져 있으며 2011년 5월 31일 현재 3세대 3명이 거주하고 있다. 주생활권은 목포시이며, 부생활권은 진도읍에 해당한다.

기간시설로 소규모 어항이 1개 있으며, 선착장이 1개소 및 급수시설로 지하수 사용 우물 1가구 및 급수탱크 1가구가 있다. 전력시설로는 경운기 엔진을 사용하거나, 자가발전 및 개별 태양광을 이용한다.
- 혈도: 행정구역상 전라남도 진도군 조도면 가사도리에 속하며, 동경 126° 52´ 북위 34° 25´에 위치하며 면적은 0.1km2이며 해안선은 1.8km에 해당한다. 쉬미 선착장으로부터 직선거리로 10km 떨어져 있으며 2011년 5월 31일 현재 11세대 19명이 거주하고 있다. 주생활권은 목포시이며, 부생활권은 진도읍에 해당한다.

기간시설로 소규모 어항이 1개 있으며, 선착장 2개소 및 급수시설로는 지하수사용 우물 5가구, 급수탱크 5가구가 있다. 물 부족시 급수선이 물을 공급한다. 전력시설로는 개별 태양광을 이용하여 자가발전한다. 이 섬은 60대 이상의 노인들만 살며 밭은 휴경상태이다.
- 송도: 행정구역상 전남 진도군 조도면 가사도리 2구에 속하며, 동경 126° 57´ 북위 34° 25.35´에 위치한다. 면적은 0.05km2이며 해안선은 1.5km에 해당하고 표고는 45.2m이다. 쉬미 선착장으로부터 직선거리로 9.3km 떨어져 있으며 2011년 5월 31일 현재 2세대 4명이 거주하고 있다. 주생활권은 목포시이며, 부생활권은 진도읍에 해당한다.

기간시설로 소규모 어항이 1개 있으며, 선착장 1개소 및 급수시설로는 지하수사용 우물 2가구, 급수탱크 2가구가 있다. 물 부족시 급수선이 물을 공급한다. 전력시설로는 개별 태양광을 이용하여 자가 발전한다.
- 광대도: 행정구역상 전남 진도군 조도면 가사도리에 속하며, 동경 126° 6.5´ 북위 34° 32´에 위치하며 면적은 0.04km2이며 해안선은 1.9km에 해당하고 표고는 81m이다. 쉬미 선착장으로부터 직선거리로 9.2km 떨어져 있으며 2011년 5월 31일 현재 2세대 3명이 거주하고 있다. 주생활권은 목포시이며, 부생활권은 진도읍에 해당한다.

기간시설로 소규모 어항이 1개 있으며, 선착장 1개소 및 급수시설로는 지하수 사용 우물 2가구, 급수탱크 1가구가 있다. 군 급수선이 3~4월에 1번씩 물을 공급한다. 전력시설로는 개별 태양광을 이용하여 자가 발전한다. 광대도 주봉은 신선봉으로 높이가 77m이다. 그 발밑으로 깎아지른 듯한 절벽이 있고 파도가 절벽을 치는 모습이 장관이다. 올라가는 길에 바위굴이 있다. 과거 이 바위에서 해마다 음력 4월 8일에 굴 속의 돌부처에 제사를 지냈다.

## 같이 보기
- 조도군도(鳥島群島)